# さいだん座イプシロン1星
さいだん座ε1星（さいだんざイプシロン1せい、ε1 Arae、ε1 Ara）は、さいだん座の恒星である。見かけの等級は4.06と、肉眼でもみることができる明るさである。年周視差に基づいて太陽系からの距離を計算すると、約368光年である。

## 特徴
さいだん座ε1星は、スペクトル型がK4 IIIと分類される橙色巨星である。表面の有効温度は約4300 Kで、質量は太陽の1.6倍程度だが、半径は太陽の30倍程に膨張しており、光度は太陽の350倍くらいになる。年齢は、18億年程度とみられる。
比較的距離が近い巨星であり、干渉計による視直径の直接測定もよく行われ、較正のための基準星として用いられることもある。

## 位置・名称
さいだん座ε1星は、さいだん座の中では北部に位置し、α星、θ星に次いで北半球からみやすく、『カタステリスモイ』に示された、原初のさいだん座を形作る4星の1つであると考えられる。
中国ではさいだん座&epsiloin;1星は、吉凶を占うために用いられた龜（拼音: Guī）という星官を、さいだん座γ星、さいだん座δ星、さいだん座η星、さいだん座ζ星と共に形成する。さいだん座ε星自身は、龜一（拼音: Guī yī）すなわち亀の1番星といわれる。